# Jil Sander (azienda)
Jil Sander S.p.A., con sede a Milano, è un'azienda di moda fondata dalla stilista tedesca Jil Sander ad Amburgo nel 1968. Jil Sander ha venduto l'azienda nel 1999 al gruppo Prada ritirandosi nel 2004. L'azienda con il marchio Jil Sander è dal 2021 di proprietà del gruppo di lusso italiano OTB. A settembre dello stesso anno Ubaldo Minelli, amministratore delegato di OTB Group, è stato nominato CEO del brand, carica che ha ricoperto fino a maggio del 2023, quando l'incarico è passato a Luca Lo Curzio. 

## Storia
Nel 1967, Jil Sander, all'epoca di 24 anni, aprì una boutique di moda ad Amburgo sotto il nome di Jil Sander. Ha fondato Jil Sander GmbH nel 1968 e ha venduto le sue collezioni insieme alla moda di Sonia Rykiel, Thierry Mugler e altri dal 1974. L'idea originale di Sanders era quella di produrre abiti semplici a grandi margini in India, secondo lo slogan "Buon design per pochi soldi". Dopo aver fallito con questa idea, ha cambiato il suo concetto in abbigliamento di altissima qualità ma in piccole quantità. Tuttavia, una presentazione della sua moda purista a Parigi nel 1975 incontrò poco entusiasmo in un'epoca di moda opulenta e colorata. Fu solo nel 1976 che attuò la svolta internazionale con il cosiddetto aspetto della cipolla, che consisteva in molte parti individuali che potevano essere combinate tra loro. I riconoscimenti all'inizio degli anni '80, specialmente tra le donne lavoratrici.
Nel 1979, Sander, in collaborazione con il produttore di cosmetici Lancaster (dal 1996 Coty), ha ampliato la gamma di prodotti per includere la serie di fragranze e cura Jil Sander Woman Pure. La licenza di profumo e la relativa pubblicità hanno permesso l'espansione dell'azienda. Il primo profumo maschile, Jil Sander Man Pure, è arrivato nel 1981. Jil Sander Cosmetics ha raggiunto un fatturato di 15 milioni di marchi tedeschi nel 1981. Nei primi anni '80, il profumo di Jil Sander si è classificato quarto nelle vendite in Germania, dietro Estée Lauder Companies, Lancéme e Chanel. Da allora, sono state lanciate numerose fragranze per uomo e donna - tra cui classici come Jil Sander Sun (1989), Jil Sander n. 4 (1990) e Sander for Men (1998) - alcune delle quali sono state anche interrotte.

### Espansione internazionale
Negli anni '80 – un'epoca in cui la moda in borghese e i colori tenui non erano presenti sulle passerelle internazionali – Sander presentò le sue collezioni alle sfilate milanesi per raggiungere meglio il pubblico internazionale. Nel 1989, la GmbH è stata convertita in una società per azioni ed è stata quotata in Borsa a Francoforte. All'inizio degli anni '90, le vendite dell'azienda sono cresciute costantemente. La presenza di Jil Sander con numerosi negozi è stata notevolmente ampliata, specialmente in Asia. A Tokyo, Hong Kong e Taipei sono stati creati flagship store, ai quali Sander ha partecipato personalmente al design in collaborazione con architetti rinomati come Michael Gabellini. Nel 1993, un flagship store è stato aggiunto su Avenue Montaigne a Parigi. Gli anni '90 sono considerati il periodo di massimo splendore del marchio Jil Sander.
Nel 1992, il designer Roberto Menichetti viene assunto come assistente di Sander per la collezione donna.  La collaborazione di Jil Sander con Puma dal 1996  in poi risale ai suoi e ai disegni di Sanders: la sneaker di design King è stata presentata per la prima volta nel 1996, il modello Easy Rider è seguito nel 1997. Sander aveva precedentemente progettato la propria scarpa sportiva per le donne e nel 1996 è divenuta la prima stilista di lusso a entrare in una collaborazione con un produttore di abbigliamento sportivo. La collezione uomo di Jil Sander è stata lanciata nel 1997. Anche Menichetti contribuì con questi disegni.  Il lancio della moda maschile Jil Sander - nel solito stile semplice - era stato ripetutamente rinviato da Sander negli anni precedenti. La moda maschile ha presto contribuito per circa il 20% alle vendite del Gruppo.

### Al Gruppo Prada
Nel 1999, il gruppo italiano Prada ha acquistato il 75% delle azioni ordinarie e il 15% delle azioni privilegiate di Jil Sander AG per circa 275 milioni di marchi. Sander aveva cercato una joint venture per aumentare la quota di accessori. Nel 2000, si è sorprendentemente dimessa dalla società guidata dal CEO di Prada Patrizio Bertelli, ma ha assunto nuovamente la responsabilità progettuale dell'azienda nel maggio 2003. Bertelli aveva nominato l'ex stilista di Gucci, Milan Vukmirovic, in sostituzione di Sander, di cui ora ha rielaborato i disegni. Dal 2001 l'azienda comincia ad avere i conti in rosso. I disegni di Sanders per le due stagioni successive furono elogiati dalla stampa e accolti con entusiasmo dagli acquirenti. Il suo ritorno in azienda è stato accompagnato da un aumento del 4% delle vendite. Tuttavia, la società ha continuato a coprire un deficit di 17 milioni di euro. Nel novembre 2004, Sander ha lasciato la società da lei fondata. Sander e Bertelli non erano riusciti a trovare una linea comune sulla direzione strategica dell'azienda.
Nella primavera del 2005, la società Prada ha nuovamente registrato una perdita di 29,6 milioni di euro per l'esercizio 2004, nonostante un programma di riduzione dei costi che includeva tagli al personale allo showroom di Amburgo e il trasferimento di tutta la produzione in Italia.

### A investitori inglesi
Nel febbraio 2006, Prada ha venduto Jil Sander ad una società britannica di private equity Change Capital Partners (CCP) per circa 120 milioni di euro. Il Telegraph pubblicò la notizia che la società della stlista tedesca aveva problemi finanziari e il CEO di Prada, Patrizio Bertelli, dichiarò: "Noi siamo impegnati nello sviluppo dei brand Prada e Miu Miu brands, sono certo che Change Capital Partners sarà in grado di finanziare lo sviluppo del business Jil Sander". Change Capital ha assunto non solo il marchio Jil Sander, ma anche il team di gestione e designer Raf Simons, che aveva celebrato il suo debutto nel design a Jil Sander a metà del 2005 con la collezione maschile per la primavera 2006 ed è stato successivamente elogiato dalla stampa con le collezioni femminili per le sue interpretazioni del patrimonio Sander Alla fine del 2006, la società è stata tolta dalla Borsa.

### Ai giapponesi di Onward Holdings
Nell'ottobre 2008, Change Capital Partners ha venduto le sue azioni di Jil Sander alla società giapponese Onward Holdings Co. e alla sua ccontrollata europea Gibo Co. per 167 milioni di euro. Nel febbraio 2012, Sander è tornata nell'azienda da lei fondata come direttore ccreativo. Onward Holdings aveva precedentemente terminato la sua collaborazione con il belga Raf Simons come direttore creativo di Jil Sander di comune accordo. Sander ha presentato la prima collezione dopo il suo ritorno alle sfilate maschili a Milano alla fine di giugno 2012. I critici hanno elogiato "il taglio di arte […], colori, forme e materiali" nei loro disegni di moda maschile e generalmente hanno riconosciuto che Sander "gioca ancora nella prima lega di designer internazionali". La prima collezione femminile di Sanders dal suo ritorno è stata presentata a Milano alla fine di settembre 2012 e ha ricevuto recensioni positive.
Nell'autunno del 2013, la stilista ha nuovamente voltato le spalle alla società con il suo nome. Ha detto di aver fatto il passo per motivi familiari. Nell'aprile 2014, Onward Holdings ha nominato l'italiano Rodolfo Paglialunga, ex stilista femminile di Prada e capo designer di Vionnet dal 2009 al 2011, come nuovo direttore creativo di Jil Sander. Paglialunga ha lasciato l'azienda nella primavera del 2017. Nell'aprile 2017, Jil Sander ha nominato la coppia di designer Lucie e Luke Meier come direttori creativi del marchio. La società operava all'interno del Gruppo Onward Holdings come Jil Sander SpA, con sede a Milano e Jil Sander K.K. con sede a Tokyo.

### Alla OTB di Renzo Rosso
L'imprenditore della moda italiano Renzo Rosso ha acquistato le azioni nel 2021 per il suo gruppo di lusso OTB, che possiede tra l'altro anche l'etichetta di moda Diesel.

## Gli stilisti
- Jil Sander: 1968–2000, 2003–2004, 2012–2013[5]
- Milan Vukmirovic: 2000–2003[5]
- Raf Simons: 2005–2012[5]
- Rodolfo Paglialunga: 2014-2017[5]
- Lucie Meier e Luke Meier: 2017-2024
- Simone Bellotti: dal 2025